# IC 161
IC 161 је спирална галаксија у сазвјежђу Рибе која се налази на листи објеката дубоког неба у Индекс каталогу.
Деклинација објекта је + 10° 30' 30" а ректасцензија 1h 48m 43,8s. Привидна величина (магнитуда) објекта IC 161 износи 13,8 а фотографска магнитуда 14,7. IC 161 је још познат и под ознакама UGC 1266, MCG 2-5-36, CGCG 437-33, MK 1007, VV 53, PGC 6644.